# Дональд Дак
До́нальд Фо́нтлерой Дак (англ. Donald Fauntleroy Duck) — герой мультфильмов студии «Walt Disney»: белый антропоморфный селезень с жёлтым клювом и жёлтыми лапами.
Впервые он появился 3 мая 1934 года в короткометражном мультфильме «Маленькая мудрая курочка», однако в короткометражке «Donald’s Happy Birthday» его день рождения — 13 марта. У Дональда есть сестра-близнец Делла Тельма Дак, племянники Билли, Вилли и Дилли (Хьюи, Дьюи и Луи) Дак (сыновья Деллы). Мать — Гортензия Дак (Макдак) (сестра Скруджа Макдака, его дяди), отец — Квакмор Дак. С самого начала и до 1983 года голосом Дональда был Кларенс Нэш.

## Дональд в анимации

### Ранние появления
По хронологии «The Chronological Donald — Volume 1» Леонарда Малтина, Дональд был придуман Уолтом Диснеем, когда он прослушивал Кларенса Нэша, который декламировал «Mary Had a Little Lamb» своим «утиным» голосом. Микки Маус в то время уже стал ключевой моделью для детей, и Дисней хотел персонажа, который бы имел несколько отрицательных качеств, которые уже нельзя было добавить Микки.

Дебют Дональда Дака в мультфильме «Маленькая мудрая курочка».

Дональд впервые появился в мультфильме «Маленькая мудрая курочка» («The Wise Little Hen») 7 июня 1934 года (кроме того, он упоминался в 1931 году в книжке историй Диснея). Изначальный вид Дональда был создан мультипликатором Диком Ланди и был схож с современной внешностью. Перья и цвет клюва были теми же, как и синяя матросская рубашка и бескозырка, но его клюв был длиннее, туловище упитаннее, а ступни меньше. Характер Дональда не был показан, в короткометражке у него была роль бесполезного друга из оригинальной истории.
Берт Джилетт, режиссёр «Маленькой мудрой курочки», использовал Дональда в мультфильме Микки Мауса «Концерт для сироток» (11 августа 1934 года). Дональд был одним из персонажей, которые исполняли представления сиротам. Вспыльчивый характер Дональда остался с ним надолго.
Дональд был по-прежнему популярен у зрителей. Этот персонаж стал появляться в большинстве мультфильмов про Микки Мауса вместе с Минни Маус, Гуфи и Плуто. Так, например, в мультфильме 1935 года «The Band Concert» («Концерт») Дональд появляется несколько раз, норовя испортить концерт. А в мультфильме 1937 г. «Lonesome Ghosts» («Одинокие привидения») действует команда Микки Маус, Гуфи и Дональд Дак.
В 1936 году художники немного подкорректировали Дональда, он стал более стройным и симпатичным. После этого Дональд стал появляться в мультфильмах в качестве главного героя. 9 января 1937 года вышел мультфильм «Don Donald» («Дон Дональд»), полностью посвящённый ему. 15 апреля 1938 года появился мультфильм «Donald’s Nephews» («Племянники Дональда»), в котором впервые фигурируют племянники Хьюи, Дьюи и Луи (в русском дубляже — Билли, Вилли и Дилли). В том же году Дональд по рейтингу обогнал Микки Мауса. После смерти Фреда Спенсера в 1938 году, Дон Тоусли с 1938 по 1948 год, становится главным аниматором короткометражек Дональда Дака.

### Дональд Дак в военные годы

В серии «Der Fuehrer’s Face»

Во время Второй мировой войны зрителям хотелось видеть на экране весёлых положительных героев. Вероятно, этим можно объяснить взлетевшую до небес популярность кролика Багз Банни. То же самое произошло и с Дональдом Даком. Если до 1941 года он появлялся только в 50 мультфильмах, то в период с 1941 по 1965 год про Дональда было снято более ста серий.
В военное время персонаж использовался и в целях высмеивания фашистов. В одном мультфильме («Der Fuehrer’s Face» — «Лицо Фюрера») Дональд является немцем, и работает на оборонном заводе по принуждению нацистов. Ему приходится салютовать портретам Гитлера, Муссолини и Хирохито. В конце серии зритель понимает, что все происходящее Дональду снилось. Титры идут на фоне Дональда, любующегося на Статую Свободы. Мультфильм получил награду Киноакадемии в номинации короткометражных анимационных фильмов.
К фильмам, в которых высмеивали нацизм и фашизм, можно отнести и семь серий про Дональда, проходящего службу в американской армии:
- Рядовой Дональд — (1 мая 1942).
- Исчезновение — (25 сентября 1942).
- Солдат неба — (8 ноября 1942).
- Битва — (23 апреля 1943).
- Старая армейская игра — (5 ноября 1943).
- Домашняя защита — (26 ноября 1943).
- Десантно-диверсионная утка — (2 июня 1944).

### Послевоенная мультипликация

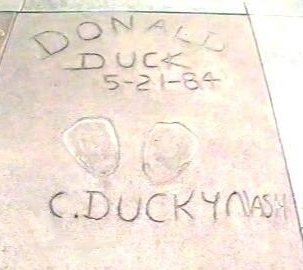
«Отпечатки лап Дональда Дака» (оставленные Кларенсом Нэшем) перед Китайским театром Граумана.

В большинстве послевоенных мультфильмов Дональд Дак представлен неудачником и растяпой. Дональд появляется в образовательных фильмах и телешоу — «Дональд в Матемагии» или «Как получить травму на работе» 1959 года.
Дональда всегда было легко отличить по его знаменитому голосу. Последний раз Кларенс Нэш, которого принято считать «отцом» Дональда, озвучил своего персонажа в мультфильме «Рождественская история Микки» в 1983 году. После смерти Нэша в 1989 году Дональда озвучивал Тони Ансельмо.
В сериале «Утиные истории» Дональду была отдана второстепенная роль, он появлялся лишь в нескольких эпизодах. Увидеть Дональда телезрители могут только в его собственном телешоу, где помимо Дональда участвуют его повзрослевшие племянники, Дейзи Дак и другие жители Даксбурга. Это мультфильм «Кряк-Бряк».
Упоминание о Дональде было в сериале «Чёрный Плащ», серия «Сойти с экрана». Но сам герой переодевался в Дональда в серии «Нисходящая звезда». Там считали Дональда звездой экрана (и даже путали Чёрного Плаща с ним).

## Конкуренция с Микки Маусом

В Клубе Микки Мауса на воздушном шаре

На протяжении своей карьеры Дональд не раз доказывал, что не любит Микки Мауса и хочет стать звездой Диснея номер один. Если в первых сериях мультфильмов Микки и Дональд были друзьями («Boat Builders»), позднее отношения между ними становились все хуже и хуже («Symphony Hour» Час симфонии). Наконец дело дошло до открытого противостояния. Так, например, в 1988 году вышел мультфильм, где Микки Маус был похищен, а главным подозреваемым в похищении был Дональд Дак. Правда, в итоге обвинения были сняты за недостаточностью улик.
На 50-й день рождения Дональда Дака «Уолт Дисней» преподнёс своему персонажу огромный торт, прокомментировав: «Он ещё больше, чем тот, что я дарил Микки Маусу».

## Дональд Дак на страницах комиксов
В то время как в Америке огромной популярностью пользуются мультфильмы о Дональде, в странах Европы Дональд Дак больше известен как герой комиксов. Во всем мире еженедельно выходят сборники комиксов о Дональде Даке, все они являются переизданием американской версии комиксов Inducks. Комиксы о Дональде Даке выходят в Австралии, Австрии, Аргентине, Бельгии, Бразилии, Болгарии, Канаде, Китае, Колумбии, Чехии, Дании, Египте, Эстонии, Финляндии, Франции, Германии, Греции, Венгрии, Исландии, Индии, Индонезии, Израиле, Италии (один раз был и в роли Утиного мстителя  , только ему сделали отдельный комикс), Японии, Латвии, Литве, Мексике, Нидерландах, Норвегии, Польше, Португалии, Румынии, России, Саудовской Аравии, Словакии, Испании, Швеции, Таиланде, Турции, Соединённом Королевстве, Соединённых Штатах.
Комиксы о Дональде Даке рисовали разные художники, но самый известный из них — это Дон Роза, который начал работать в «утином жанре» с 1987 года. Первым персонажем, которого нарисовал Дон Роза, был счастливчик Глэдстоун, полная противоположность Дональда Дака. Дон Роза рисовал комиксы про Дональда, он же является создателем большей части комиксов о Скрудже Макдаке.

## Не только Дисней

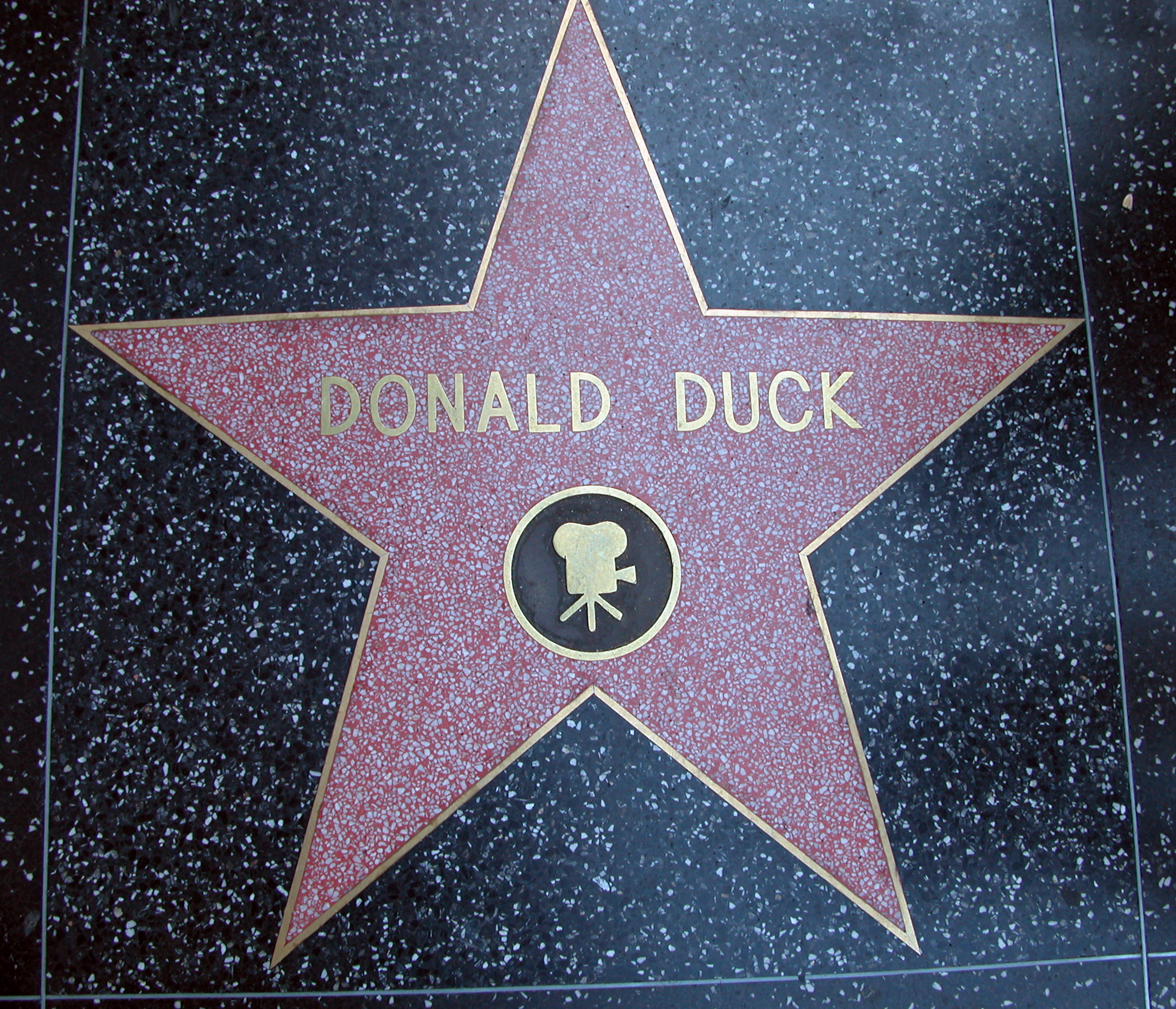
Звезда Дональда Дака на Голливудской аллее славы

Дональд Дак — единственный персонаж мультфильмов, который стал символом университета. Американский университет в Орегоне заключил договор с компанией Уолт Дисней на использование изображения Дональда. Спортивные команды университета считают Дональда Дака своим талисманом, а на пятидесятилетнем юбилее Дональда присутствовали все студенты университета, каждый из которых был одет в матроску и бескозырку. Изображение Дональда используют различные торговые марки, в том числе производители апельсинового сока.
В 1988 году Дональд появляется в фильме «Кто подставил кролика Роджера», снятого студиями «Touchstone Pictures» и «Amblin Entertainment». В этом фильме Дональд появляется в одном кадре с другим «утиным» персонажем — Даффи Даком, с которым у него разгорается конфликт во время игры на роялях.
Права на Дональда Дака нередко становились поводом для судебных разбирательств. Наибольший резонанс получила история с Карлом Кристенсеном, автором комиксов об утке Арне из Швеции. Уолт Дисней подал на него в суд, заявив, что персонаж Кристенсена слишком похож на Дональда. Шведский художник не растерялся и подверг своего героя пластической операции, после которой тот стал походить на ворону с длинным клювом.
9 августа 2004 года на Аллее Славы в Голливуде была заложена именная звезда Дональда Дака.

## Дональд Дак в Финляндии
Дональд Дак очень популярен в Финляндии, где он известен под именем Аку Анкка (фин. Aku Ankka, Aku — финское имя (Август), ankka — утка). Комиксы под таким названием выпускают в Финляндии с 1951 года.
В 1978 году Комитет по делам молодёжи города Хельсинки решил больше не закупать комиксы для городских молодёжных клубов и прочих учреждений. В дебатах, посвящённых этому вопросу, было полушутливо заявлено, что Дональд Дак особенно не подходит для молодёжи, потому что он даже не носит штанов. Новостное агентство Франс-Пресс разнесло историю об «аморальной утке без штанов» по всему миру.
Традиционно на президентских выборах в Финляндии некоторое количество избирателей (в 2012 году несколько десятков) отдают свой голос за Дональда Дака.